# Wolf Christoph Friedrich von Felgenhauer
Wolf(f) Christoph Friedrich von Felgenhauer (* 8. Januar 1726 in Mahlis; † 11. Dezember 1809 in Dresden) war ein kurfürstlich-sächsischer General der Infanterie, Präsident des kursächsischen Kriegsratskollegiums und Kommandant von Dresden-Neustadt.

## Leben und Werk
Er stammte aus der briefadligen Familie von Felgenhauer. Seine Eltern waren Christoph Heinrich von Felgenhauer (* 16. Juni 1673; † 9. Januar 1731) und dessen Ehefrau Agnes Dorothea, geb. von Posern († 15. Mai 1762).
Er trat in den Dienst der Kurfürsten von Sachsen. Dort wurde er 1789 Präsident des kursächsischen Kriegsratskollegiums, 1794 Generalleutnant, 1798 Kommandant von Dresden-Neustadt und schließlich 1805 General der Infanterie.
Felgenhauer vermählte sich 1763 mit Friederike von Schindler. Die Ehe blieb ohne Nachkommen.